# Lautaro Rivero
Lautaro Rubén Rivero Cruz, (Moreno, Buenos Aires, 1 de noviembre de 2003) es un futbolista argentino. Juega de defensor en el Club Atlético River Plate  de la Primera División de Argentina.

## Trayectoria

### River Plate
Surgido de las inferiores del Club Atlético River Plate.

### Central Córdoba (SdE)
A mediados del 2024 pasó a préstamo a Central Córdoba por 18 meses. En el conjunto santiagueño logró debutar en Primera y consiguió dos grandes hitos; consagrarse campeón de la Copa Argentina 2024 y derrotar al Flamengo en el Estadio Maracaná por la Copa Libertadores.

## Estadísticas

### Clubes
Actualizado al último partido disputado el 28 de mayo de 2025.
| Club                            | Div.          | Temporada     | Liga  | Liga  | Liga   | Copas nacionales | Copas nacionales | Copas nacionales | Copas internacionales | Copas internacionales | Copas internacionales | Total | Total | Total  |
| Club                            | Div.          | Temporada     | Part. | Goles | Asist. | Part.            | Goles            | Asist.           | Part.                 | Goles                 | Asist.                | Part. | Goles | Asist. |
| ------------------------------- | ------------- | ------------- | ----- | ----- | ------ | ---------------- | ---------------- | ---------------- | --------------------- | --------------------- | --------------------- | ----- | ----- | ------ |
| Central Córdoba (SdE) Argentina | 1.ª           | 2024          | 8     | 0     | 0      | 2                | 0                | 0                | —                     | —                     | —                     | 10    | 0     | 0      |
| Central Córdoba (SdE) Argentina | 1.ª           | 2025          | 14    | 2     | 1      | 0                | 0                | 0                | 6                     | 0                     | 0                     | 20    | 2     | 1      |
| Central Córdoba (SdE) Argentina | Total club    | Total club    | 22    | 2     | 1      | 2                | 0                | 0                | 6                     | 0                     | 0                     | 30    | 2     | 1      |
| C. A. River Plate Argentina     | 1.ª           | 2025          | 2     | 0     | 0      | 0                | 0                | 0                | 0                     | 0                     | 0                     | 2     | 0     | 0      |
| C. A. River Plate Argentina     | Total club    | Total club    | 2     | 0     | 0      | 0                | 0                | 0                | 0                     | 0                     | 0                     | 2     | 0     | 0      |
| Total carrera                   | Total carrera | Total carrera | 24    | 2     | 1      | 2                | 0                | 0                | 6                     | 0                     | 0                     | 32    | 2     | 1      |
| 1. 2.                           |               |               |       |       |        |                  |                  |                  |                       |                       |                       |       |       |        |

## Palmarés

### Campeonatos nacionales
| Título         | Equipo                      | Sede     | Año  |
| -------------- | --------------------------- | -------- | ---- |
| Copa Argentina | C. A. Central Córdoba (SdE) | Santa Fe | 2024 |